# 伍子胥

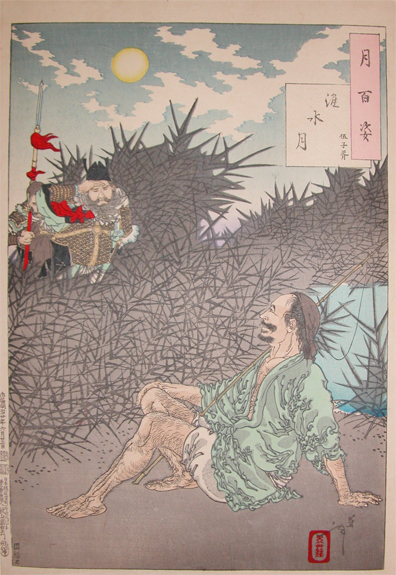
伍子胥藏匿淮水间，选自月冈芳年绘《月百姿》

伍子胥（前559年—前484年），羋姓，伍氏。名员，字子胥，以字行，後投奔吴国，封于申，因此又叫申胥。伍子胥家族因在楚国被迫害，投奔吴国。受吴王阖闾重用，大破楚国，北镇齐晋，南服越人，官拜相国公。吴王夫差继位后，对其“联齐抗越”战略不满，又听信伯嚭的谗言，最终赐死伍子胥。

## 生平

### 楚殺父兄
伍子胥先祖伍舉，以正直進諫楚莊王而成名，因此其後代於楚國亦有名聲。周景王四年（前541年）公子圍殺楚王熊員，自立，是為楚靈王，子干、子皙逃到外國。周景王十七年（前528年），楚國公子蔡公棄疾，與子干、子皙攻擊篡位的楚靈王，靈王自盡。蔡公棄疾又利用謠言，迫使子干與子皙自害，自立為王，是為楚平王，平王用子胥父親伍奢為太子太傅，負責教導太子建，太子被奸人費無忌所誣陷，伍奢也受到了牽連。平王七年，伍奢被監禁時，楚平王召伍子胥與其兄長伍尚，否則便殺了他們的父親。伍子胥料到楚平王欲殺其父子，勸其兄伍尚勿往，留有用之身為父報仇，伍尚明知道會死，依然不忍見父親被害，於是向伍子胥說；「我的才智比不上你，我負責為父親而死，你負責為父親報仇。」還是前去，伍奢知道伍子胥沒有來，說：「楚國上下要遭受兵戈之苦了！」最後，伍尚就和伍奢一起被楚平王處決。

### 昭關奔吳
周景王二十三年（前522年），伍子胥欲逃往吳國，奈何路途遙遠，只好作罷。之後他因太子建在宋國，遂投靠之；但宋國內亂，只好與太子一起投奔鄭國。太子建和晉國大夫中行寅在鄭國合作，打算聯合推翻鄭定公，被定公知曉而被殺，最後子胥只好偕太子建的兒子公子勝一起投奔吳國。途中過陳國，欲出昭關至吳國，昭關守衛通緝二人，兩人只好徒步逃亡。《东周列国志》虚构了东皋公、皇甫讷帮助伍子胥过昭关的故事。东皋公收留了伍子胥，伍子胥一夜白头，东皋公让与伍子胥相貌相似的皇甫讷，帮助伍子胥出了昭關。
伍子胥出了昭關，怕有追兵趕來，急忙往前奔跑，但遇到大江攔住了去路。正著急時，江上老漁夫划著小船把他渡過江。過了大江後，伍子胥感激萬分，摘下身邊的寶劍，交給老漁夫說：“這把寶劍是楚王賜給我祖父的，值一百金。送給你，聊表我的心意。”老漁夫回答說：“楚王為了追捕你，出了五萬石的米糧作為賞金，還答應封告發者為大夫。我不貪圖賞金和爵位，怎麼還會貪圖你的寶劍呢？”
伍子胥逃出楚國後，白天躲藏，晚上趕路，不久便抱病。此時盤纏用盡，只好拖著病軀沿路乞討。

### 助吳政變
周敬王五年（前515年），伍子胥在吳國結交專諸與要離，夏四月使專諸刺殺吳王僚，協助公子光成為吳王闔閭，其後又令要離刺殺吳王僚之子慶忌。

### 伐楚鞭屍
周敬王十四年（前506年），冬十一月闔閭重用伍子胥，並重用伍子胥發掘的孫武為元帥，發兵擊敗楚國，五战皆捷。次年四月，破楚首都郢（今江陵纪南城），子胥掘楚平王墓，鞭屍三百，報父兄之仇。好友申包胥派使者責備伍子胥鞭屍的作為，伍子胥回答：「幫我向申包胥道歉，我的日子不多了，就像黃昏時趕遠路（日暮途遠），所以只能違背常理，不擇手段（倒行逆施）了。」伍子胥被吴王封到申地（今河南省南阳市北），故又称申胥。周敬王十五年（前505年）六月，申包胥以秦師救楚，吳敗還，楚昭王歸國。
对现存相关历史文献记载按年代顺序进行梳理并发现，古代史事记载最权威的历史著作《春秋经》、《左传》及《國語》等对此均未作记载，而《吕氏春秋》、《淮南子》和《穀梁傳》等只记载「鞭坟」、「鞭墓」或「挞墓」等，至《史记》才出现「鞭尸」之敘述。唐代司马贞和明末清初的顾炎武都对伍子胥「掘墓鞭尸」提出质疑，对历史层累记载的梳理结果或已说明，「掘墓鞭尸」乃为后世复仇之风炽盛时代所杜撰并加诸伍子胥头上的不实之辞。

### 輔佐夫差
周敬王二十四年（前496年），闔閭與越王勾踐大戰時中箭，闔閭傷腳拇趾，傷重不治，死前囑子夫差勿忘殺父之仇，並託伍氏為輔政大臣，封他最高爵位，稱相國公。
伍子胥辅佐夫差富国强兵。周敬王二十六年（前494年），夫差繼位後兩年，夫椒之战，打败越國，越王勾践投降，伍子胥认为应一举消灭越国，但是夫差為伯嚭所讒，不听「聯齊抗越」的主張。

### 伏劍亡佐
周敬王三十六年（前484年），夫差以私通齐国的罪名，贈伍子胥劍賜自盡。子胥憤恨自刎，留下遗言，要家人于他死后把他雙眼挖出，掛在東城門上親眼看著越国军队滅亡吴國。吴王夫差极怒，把伍子胥的尸首裹於鴟夷革（盛酒的革囊）之中並拋弃于闾江。後來吳國果然被越王勾践所灭。據說，夫差羞于在阴间见到伍子胥，用白布蒙住双眼后才举剑自剄。
伍子胥有一子被托付于齐国的鲍氏，后来别为王孫氏。

## 贡献
- 建立阖闾城
- 建立浙江省嘉兴市嘉兴城二代城（前492年到1645年的城池，和今天的三代城几乎重合，也是三代城的基础。）

## 傳說
由於伍子胥屍沈於闾江之事比屈原投江為早，有些文獻則認為，中國端午節的習俗與伍子胥有關，而非屈原，如划龍舟與食粽子。

## 評價
- 唐昭宗追封伍子胥為惠侯，吳越王錢鏐加封為吳安王。宋真宗賜敕額「忠清」，加封英烈王。

- 西漢司馬遷於史記中對伍子胥的評價頗高：雖然司馬遷對伍子胥破楚時的所為不滿，但認為伍子胥是不拘小節的「烈丈夫」，不愿白白送死，能忍受屈辱，最終為父親報仇雪恨，成就不朽之名。這應也是司馬遷因為李陵辯護之案受冤屈，被漢武帝處以腐刑，為繼先人之志，完成《史記》之作，隱忍偷生而功成之作，「非烈丈夫孰能致此哉？」藉評伍子胥紓一己胸臆。

|  | 怨毒之於人甚矣哉！王者尚不能行之於臣下，況同列乎！向令伍子胥從奢俱死，何異螻蟻。棄小義，雪大恥，名垂於後世，悲夫！方子胥窘於江上，道乞食，志豈嘗須臾忘郢邪？故隱忍就功名，非烈丈夫孰能致此哉？ |

- 司马贞：「谗人罔极，交乱四国。嗟彼伍氏，被兹凶慝！员独忍诟，志复冤毒。霸吴起师，伐楚逐北。鞭尸雪耻，抉眼弃德。」

- 伍子胥在浙江一帶地區被稱為潮神、潮王。王充《論衡》曾說：「山陰、上虞在越界中，子胥入吳之江為濤，當自上吳界中，何為入越之地？怨恚吳王，發怒越江，違失道理，無神之驗也。」[6]

## 文艺作品
- 京剧《伍子胥》
- 1986年電視劇《西施》   演員：江漢
- 1987年電視劇《西施》   演員：藍文青
- 1994年 華視 葉青歌仔戲 《伍子胥過昭關》 演員：葉青
- 1996年電視劇《大刺客》   演員：潘志文
- 1996年電視劇《东周列国春秋篇》   演員：吴刚
- 1997年電視劇《孫子兵法》   演員：郭晉安
- 1997年電視劇《孙武》   演員：陆树铭
- 2001年電視劇《孙子》   演員：李洪涛
- 2006年電視劇《爭霸》   演員：樊志起
- 2007年電視劇《越王勾践》   演員：鲍国安
- 2008年電視劇《卧薪尝胆》   演員：王冰
- 2008年電視劇《兵圣》   演員：赵毅
- 2011年電視劇《孙子大传》   演員：郑玉
- 2012年電視劇《西施秘史》   演員：李國華
- 2013年電視劇《英雄》   演員：郑强
- 2021年话剧《典籍里的中国》   演員：吴越

## 參看
- 水仙王
- 伍奢
- 闔閭
- 勾踐
- 夫差

## 延伸阅读
[在维基数据编辑]
 《史記/卷066》，出自司馬遷《史記》
 在维基共享资源阅览影像